# Pervunova
Pervunova (en rus: Первунова) és un poble de l'óblast de Sverdlovsk, a Rússia, segons el cens del 2010 tenia 186 habitants.